# Turba Philosophorum

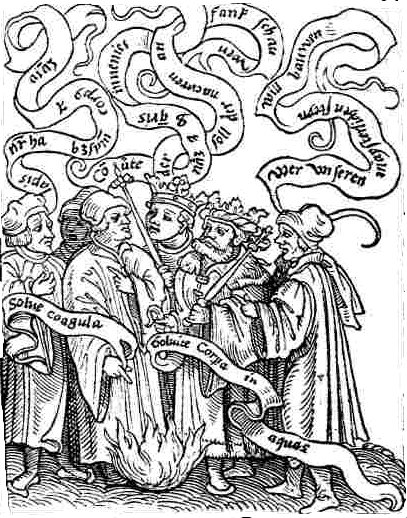
Turba Philosophorum

Die Turba Philosophorum – auch bekannt unter dem Namen Versammlung der Philosophen – ist einer der ältesten lateinischen Texte der Alchemie.
Es wird angenommen, dass sie vor dem zwölften Jahrhundert verfasst wurde. Das vermutliche arabische Original mit dem Titel مصحف الجماعة / Muṣḥaf al-ǧamāʿa / ‚Buch der Versammlung‘ ist um 900 entstanden und nur zum Teil erhalten. Diese arabische Turba ist zwar keine Übersetzung einer griechischen Ur-Turba, stützt sich aber wesentlich auf griechische Quellen, insbesondere den alexandrinischen Neuplatoniker Olympiodor und Pseudo-Demokrit. Das dabei entstehende Werk zeigt ein völlig neues arabisches Alchemieverständnis.

## Aufbau und Redner
Die Turba – in der Form eines fingierten Protokolls einer Versammlung antiker Philosophen unter dem Vorsitz des Pythagoras – ist in 72 (1–9 kosmologische, 10–72 alchemistische) Reden unterteilt, die in einer Versammlung von Philosophen vorgetragen und kommentiert werden. Zu dem Meister Pythagoras gesellen sich u. a. die Vorsokratiker Anaximander, Anaximenes, Anaxagoras. Empedokles, Archelaos, Leukipp, Parmenides; aber auch Sokrates und Platon kommen zu Wort. Die Namen erfahren bei der Übernahme in den arabischen und später in den lateinischen Sprachraum erhebliche Umgestaltungen, so wird aus Empedokles in den arabischen Texten (in der von Julius Ruska verwendeten Umschrift) ANBaDuQLiS, durch leichte Veränderung des arabischen Schriftbildes BaNDaFiLuS, und im lateinischen Text Pandolfus.

## Die Kosmologie (Sermo 1–9)
Vor der Darstellung der Alchemie diskutiert die Versammlung kosmologische Probleme; diese werden von den Philosophen Anaximander, Anaximenes, Anaxagoras. Empedokles, Leukipp, Archelaos, Pythagoras und Locustor vorgetragen. Allerdings haben die Beiträge sehr unterschiedliches Gewicht, auch werden die Grundgedanken mehrfach formuliert. Kontroverse Standpunkte werden nicht herausgearbeitet. Die dabei mehrfach wiederholten Grundaussagen sind:
- Gott hat die Welt geschaffen. Z. B. sermo 9 (Anaximenes): Deus suo verbo omnia creavit, qui dixit "estote"; et facta sunt … (Gott hat durch sein Wort alle Dinge geschaffen, indem er sprach "seid"; und es sind geschaffen worden …)
- und zwar zuerst die 4 Elemente. Z. B. sermo 9 (Anaximenes): … cum aliis quatuor elementa, terra, aqua, aer, et ignis (… die vier Elemente , die Erde, das Wasser, die Luft und das Feuer)
- und aus diesen 4 Naturen hat Gott alles geschaffen. Z. B. sermo 6 (Leukipp): … omnia, quae Deus creavit, ex his esse quatuor naturis (… dass alles, was Gott geschaffen hat, aus diesen vier Naturen besteht)

Inwieweit von den Vorsokratikern Anregungen zu diesen Aussagen gewonnen werden konnten, lässt sich nicht bestimmen, da nur geringe doxographische Texte ihrer Werke erhalten sind und nicht bekannt ist, welche Texte zu dieser Zeit im arabischen Raum vorlagen. Allerdings für sermo 1 (Anaximandros) gibt es eine gewisse Nähe zur doxographischen Überlieferung. Der Turba-Sprecher postuliert, dass der Anfang aller Dinge die ewige, schöpferische Natur sei, und dass alles Entstehen und Vergehen vom Kreislauf der Gestirne abhänge. Ähnliche Aussagen des Anaximandros überliefern der spätantike Philosoph Simplikios und Pseudo-Plutarch. Auch bezüglich der in der Turba so oft herangezogenen vier Elemente Erde, Wasser, Feuer, Luft – z. B. sermo 3: … die Luft weniger fein, als das Feuer, denn sie ist warm und feucht, das Feuer aber warm und trocken … das trockene feiner als das warme und feuchte – gibt es in der Doxographie zu Empedokles vielfältige Definitionen und Erläuterungen.
Im letzten sermo der Kosmologie wird Anaximenes eine Überleitung zur Alchemie in den Mund gelegt:
Die Elemente werden (durch Gott) gemischt und werden dadurch, aus ihrer Natur heraustretend zu etwas anderem. … keine Färbung ist echt, wenn nicht durch unser Erz bewirkt … aber verwandle das Erz in Weißes (Silber) …
Damit ist der Redner schon im alchemistischen Kontext.

## Die Astronomie (Sermo 10-72)
Die folgenden Vorträge kreisen um das große Thema der Metallverwandlung und -veredlung mit eingehender Behandlung des Steines der Weisen. Die Beiträge überschneiden sich thematisch, widersprechen sich auch zum Teil. Offensichtlich werden verschiedene Quellen herangezogen. Es finden sich Parallelen zu den griechischen Alchemisten Zosimos aus Panopolis, Olympiodoros (von dem bekannt ist, dass er einen Kommentar zu dem Werk des Zosimos geschrieben hat), Demokrit (mit dem Hauptwerk Physika kai Mystika). Aber auch aus arabischen Alchemieschriften, etwa dem Buch Krates des Weisen und dem Buch des al-Ḥabīb wurden Texte entnommen.
Eine klare Gesamtdarstellung der Prozesse, die zur Herstellung der edlen Metalle oder des Steines der Weisen nötig wären, findet sich in keiner der Reden. Aber die verwendeten Stoffe (Quecksilber, Schwefel, Kupfer, Blei, …) werden vielfältig in ihren Eigenschaften und gemeinsamen Reaktionen dargestellt. In einigen Reden taucht das Farbschema des Prozesses schwarz - weiß - rot auf (sermo 12: … und reinigt es von seiner Schwärze, wascht und röstet in gleichmäßigem Feuer, bis es weiß wird. … Wenn ihr das Feuer verstärkt, wird es vorzeitig rot, was euch nichts nützt; sermo 21: … Wenn diese Schwärze entstanden ist, so wisset, dass sie nicht länger als 40 Tage anhält … Nehmt das 'reine Weiß', das das größte Geheimnis ist … wird euch erscheinen, so Gott will, der 'Stein von tyrischer Farbe'). Bei einigen, wenigen Arbeitsschritten werden auch identifizierbare chemische Prozesse beschrieben. So heißt es in sermo 50:
- Die Philosophen haben vorgeschrieben, dass 'Quecksilber aus Zinnober' genommen werde.  Hier wird die, seit der Antike mögliche Gewinnung des Quecksilbers aus Quecksilber-II-Sulfid umschrieben[15].

Das Verständnis des Textes wird durch die Verwendung von Decknamen erschwert. Wie in vielen alchemistischen Texten soll mehr verschwiegen als ausgesagt werden, und die Substanzen und Prozesse werden durch Analogien und metaphorische Bezüge angedeutet. So wird in der Turba für Quecksilber häufig der Ausdruck 'aqua permanens' (ewiges Wasser) verwendet, aber auch 'Harn eines weißen Kalbs' (sermo 19), 'Wasser des Schwefels' (sermo 51) und viele andere.
Die allegorische Darstellung führt zu einigen poetischen Erzählungen, deren Keim z. T. schon in den griechischen Quellen angelegt war, die aber erst von den arabischen Alchemisten ausgearbeitet wurden. So wird in sermo 59 eine abenteuerliche, undeutbare Geschichte ausgebreitet, von einer Frau, die ihre Männer tötet und zusammen mit einem Drachen begraben wird. Aus dem Blut des Drachen, der von den Waffen der Frau getötet wird, entsteht ein Gift. Poetischer und angenehmer ist der Vergleich des alchemistischen Prozesses mit dem Fortgang der Jahreszeiten in sermo 17: … Feuchtigkeit des Winters, … Wärme des Frühlings und das Erscheinen der Blüten, … wie der Herbst die Früchte reift.

## Weiterleben und Überlieferung
Die Turba war im Abendland schon um die Mitte des 12. Jahrhunderts verbreitet und wurde von Gelehrten wie Albertus Magnus geschätzt. Es haben sich zahlreiche Handschriften, allerdings mit häufigen Textabweichungen in mehreren europäischen Bibliotheken erhalten, die ältesten aus dem 13. Jahrhundert. Als erste Druckausgabe erschien sie in Artis Auriferae, quam chemiam vocant, antiquissimi authores, sive Turba philosophorum im Jahre 1572 (bei dem Drucker Pietro Perna). Auf handschriftliche Übersetzungen folgten 1597 und 1613 die zwei Ausgaben in deutscher Sprache von Joh. Laurentius und Philipp Morgenstern.

## Ausgaben
- Arthur Edward Waite (Editor) (1896) The Turba Philosophorum, or Assembly of the Sages (englische Übersetzung)
- Julius Ruska, Turba Philosophorum (Berlin 1931)
- Theatrum Chemicum Vol. V (Strasbourg 1622)
- Joachim Telle: Turba Philosophorum, in Verfasserlexikon, Band 9, 1995, Sp. 1151–1157.
- Grégoire Lacaze: Turba Philosophorum. Congrès pythagoricien sur l'art d'Hermès (= Philosophia antiqua. Band 150). Brill, Leiden 2018, ISBN 978-90-0436032-7.